# Iglesia matriz de Nuestra Señora de los Remedios (Los Llanos de Aridane)
La parroquia matriz de Nuestra Señora de los Remedios es un templo católico y sede parroquial ubicada en el municipio de Los Llanos de Aridane en la isla de La Palma (Islas Canarias, España). La iglesia es actualmente la parroquia matriz de Los Llanos de Aridane.

## Historia
La iglesia fue edificada originalmente en el siglo XVI en la ladera sur del barranco de las Angustias, a instancias de los primeros pobladores castellanos de la isla. En 1517, tiene lugar la segunda fundación de la Iglesia de Nuestra Señora de los Remedios, en su actual emplazamiento.
La iglesia está dedicada a la Virgen de los Remedios, patrona del municipio y representada por una valiosa imagen flamenca del siglo XVI. A esta Virgen se atribuye la constancia del Adelantado Alonso Fernández de Lugo y sus tropas castellanas al conquistar la isla. Históricamente la advocación mariana de "Los Remedios" ha sido muy venerada en las Islas Canarias, ejemplo de la cual además de la de Los Llanos de Aridane, es la de San Cristóbal de La Laguna en la isla de Tenerife, ciudad que también la tiene por patrona además de serlo de toda la Diócesis Nivariense (obispado al que pertenece la isla de La Palma). Pero existen otros ejemplos en otras islas del archipiélago de la profunda devoción popular que históricamente ha tenido esta advocación. Actualmente, se celebra cada 2 de julio la fiesta de la Virgen de los Remedios en Los Llanos de Aridane.
Otras joyas de la iglesia son: el conjunto de Santa Ana y la Virgen Niña, el retablo del Nazareno, el del Señor del Huerto y el de la Virgen de Regla, así como la imagen del Cristo de la Salud. Este Cristo fue moldeado mediante la técnica en pasta de maíz por los indios Tarascos de México, lo que se llama Tatzingüe, por lo que se incluye en los llamados "Cristos de Maíz". Originalmente esta imagen se encontraba en el Hospital de Nuestra Señora de los Dolores de Santa Cruz de La Palma, hasta que el alcalde aridanense Jacinto María Kábana pide el correspondiente permiso al Obispado Nivariense para trasladar la imagen a una capilla que pretendía construir en el lugar del Calvario, a la entrada de la ciudad de Los Llanos de Aridane. Realizado el traslado, y tras diversas peripecias finalmente dicha capilla no sería construida y el Cristo de la Salud pasó a ser venerado en la Iglesia de Los Remedios.

## Redes sociales
- Página web: https://parroquiamatriz.es/ (enlace roto disponible en Internet Archive; véase el historial, la primera versión y la última).
- Facebook: https://www.facebook.com/Parroquia-Matriz-Nuestra-Se%C3%B1ora-de-Los-Remedios-104025912259867
- Contacto: 922 46 09 01